# Haim Saban
Haim Saban (en hebreo: חיים סבן‎; Alejandría, 15 de octubre de 1944) es un empresario y multimillonario israelí que también posee la nacionalidad estadounidense. Sus dividendos provienen de inversiones en medios de comunicación, a través de la sociedad Saban Capital Group y anteriormente del grupo Saban Entertainment. Es también uno de los mayores donantes del Partido Demócrata, así como un impulsor de políticas favorables a Israel. Posee un patrimonio neto de 3 000 000 000 de dólares, lo que le convierte en una de las 400 mayores fortunas de Estados Unidos.

## Biografía
Haim Saban nació en 1944 en Alejandría, Egipto, en el seno de una familia judía mizrají de origen egipcio. Cuando tenía 12 años, todos ellos tuvieron que abandonar el país por la guerra del Sinaí y se instalaron en Hatzor HaGlilit, Israel, donde estudió en un colegio vinculado a la Aliyá Juvenil. Posteriormente se trasladó a Tel Aviv para cursar estudios superiores.
Está casado desde 1987 con Cheryl Saban, su secretaria personal, y ha tenido dos hijos. También tiene dos hijastras de una relación anterior de Cheryl. La familia vive en una mansión de Beverly Hills.

## Trayectoria profesional

### Productor musical
Interesado desde joven por la música, a los 22 años fue uno de los miembros fundadores de la banda de rock israelí The Lions of Judah, cuyo nombre hace referencia al León de Judá. El grupo tuvo relativo éxito en su país natal e incluso hizo una breve gira por Reino Unido, pero terminaría disolviéndose en 1970. Desde entonces Saban centró su carrera en la producción musical.
En 1975 emigró a Francia para fundar Saban Records, una productora discográfica que empezó a trabajar con jóvenes artistas israelíes en Europa, entre ellos Mike Brant, Shuki Levy y Aviva Paz. Su primer disco de oro fue el tema de apertura de la serie de animación Goldorak (1978), interpretado por Noam Kaniel. Gracias a ese éxito, Saban se especializó en producir canciones adaptadas para la televisión francesa, entre ellos los temas de Ulises 31, Dallas, y Starsky y Hutch. También fue el editor de Si la vie est cadeau de Corinne Hermès, ganadora del Festival de Eurovisión de 1983.

### Carrera empresarial
A raíz de su trabajo como productor musical, Saban mostró interés por los medios de comunicación. En 1977 fundó junto a la inversora Jacqueline Tordjman la productora de televisión «Saban International Paris», reconvertida años más tarde en un estudio de animación. Por otro lado, en 1980 conoció a Jean Chalopin, fundador de la productora DiC Entertainment, que le introdujo en el mundo de la animación.
Con el objetivo de expandirse en el mercado audiovisual, el empresario israelí ofreció música gratuita a DiC para sus series de dibujos a cambio de quedarse con las regalías y un porcentaje sobre la producción. Dicha operación le permitió beneficiarse del éxito internacional de obras como Ulises 31, Las misteriosas ciudades de oro y el Inspector Gadget entre otros. En 1983 repitió la misma estrategia al trasladarse a Los Ángeles, Estados Unidos, y fundar junto al compositor Shuki Levy la compañía «Saban Productions»; Levy se encargaba de las bandas sonoras, mientras que Saban se ocupaba de la gestión.
En 1986 logró consolidar su negocio en EE. UU. gracias a dos operaciones. Por un lado, había vendido todo su catálogo musical a Warner Communications por seis millones de dólares. Y por otro, se hizo con los derechos internacionales de la biblioteca de DiC Entertainment, recién adquirida por un rival, para después revendérselos a su socio Jean Chalopin. En este caso DiC demandó a Saban por lo que consideraba una operación hostil, pero ambas partes terminaron llegando a un acuerdo que evitó el juicio.

### Saban Entertainment
En 1988, Saban y Levy fundaron la compañía audiovisual Saban Entertainment, especializada en la importación, doblaje y distribución de programas infantiles. En un primer momento se dedicó a adquirir licencias de animes y a vender bandas sonoras. Sin embargo, generó la mayor parte de su fortuna gracias a la adaptación de series tokusatsu al mercado estadounidense.
El principal éxito de su carrera llegó en 1993 con el estreno de Mighty Morphin Power Rangers. Esta serie tomó metraje original de una producción japonesa —Kyōryū Sentai Zyuranger— a la que él añadió escenas grabadas por actores estadounidenses, todo ello con el visto bueno de Toei Company. De la saga Power Rangers se han realizado más de 20 series que han reportado a Saban un beneficio superior a los 6000 millones de dólares en merchandising. En base al mismo modelo, la compañía también produjo VR Troopers (Metal Hero, 1994), Masked Rider (Kamen Rider Black RX, 1995) y Big Bad Beetleborgs (B-Fighter, 1996).
Por otro lado, Saban llegó a un acuerdo con Marvel Comics para la producción y distribución de series de animación basadas en sus licencias, entre ellas X-Men y Spider-Man.
Con los beneficios que le reportaban sus franquicias infantiles, Saban formó en 1996 una sociedad con News Corporation para crear Fox Family Worldwide, grupo responsable del canal infantil Fox Kids entre otros activos. Aunque la propuesta trató de asentarse en la televisión por cable con programación familiar, los problemas para competir en el mercado provocaron disputas entre ambas partes. Aun así, logró sacar beneficios de su apuesta: en octubre de 2001 vendió Fox Family a The Walt Disney Company por 5000 millones y la asunción de la deuda, lo que en la práctica supuso también el traspaso de Saban Entertainment. Esta operación reportó a Haim más de 1400 millones de dólares.
En 2002, el estudio de animación de Saban fue renombrado SIP Animation y se mantuvo abierto de forma independiente hasta 2008.

### Saban Capital Group
Poco después de la venta de Fox Family, Haim Saban continuó invirtiendo en medios de comunicación a título personal. Desde 2006 todas las operaciones están centralizadas en la sociedad de inversión Saban Capital Group, que cuenta con una cartera de inversiones en medios, entretenimiento, servicios digitales, y bienes inmuebles. Por otro lado, en 2010 montó la filial Saban Brands para gestionar las marcas y licencias de programas que poseía, entre ellas la recién recuperada Power Rangers, hasta que en julio de 2018 las vendió a Hasbro.
El empresario se hizo en 2003 con el 88% del conglomerado de televisión alemán ProSiebenSat.1, poco después de que el grupo Kirch se declarase en bancarrota, por un total de 500 millones de euros. Después de reestructurar el grupo, logró venderlo en 2006 a dos fondos de capital riesgo por 7500 millones de euros. Ese mismo año Saban Capital lideró una oferta de compra sobre el canal de televisión estadounidense Univisión, en este caso valorada en 13 700 millones de dólares. A través de Univisión se hizo en 2016 con las cabeceras digitales de Gawker Media, integradas en Gizmodo. Y en marzo de 2019 se convirtió en el máximo accionista de Panavision.
En reconocimiento a su labor en los medios de comunicación estadounidenses, Saban fue galardonado en 2017 con una estrella en el paseo de la fama de Hollywood.

## Actividad política
Haim Saban ha sido uno de los mayores donantes del Partido Demócrata de los Estados Unidos, según los datos aportados por la Comisión Federal Electoral. En los años 1990 empezó a aportar dinero en las campañas electorales de Bill Clinton, a quien le terminaría uniendo una estrecha amistad. La revista Politico desveló que en total habría aportado más de 10 millones de dólares a la Fundación Clinton, siete millones a la nueva sede del Comité Nacional Demócrata, y cinco millones a la biblioteca presidencial de Bill Clinton. A cambio, logró convertirse en una figura influyente dentro del Consejo de Exportación y en pro de políticas favorables a Israel, del que siempre ha defendido su posición en el conflicto árabe-israelí.
También ha sido un destacado contribuyente en las campañas de Hillary Clinton, tanto en las primarias demócratas de 2008 —que perdió frente a Barack Obama— como en las elecciones presidenciales de 2016. Saban llegó a intercambiar correos electrónicos con John Podesta, el expresidente de la campaña presidencial de Hillary, que posteriormente fueron desvelados por WikiLeaks.
Muy crítico con el presidente Donald Trump, llegó a definirle en campaña electoral como «una amenaza para Estados Unidos» y ha denunciado públicamente medidas como la separación de familias inmigrantes.